# Manfred Schmidt (Beamter)

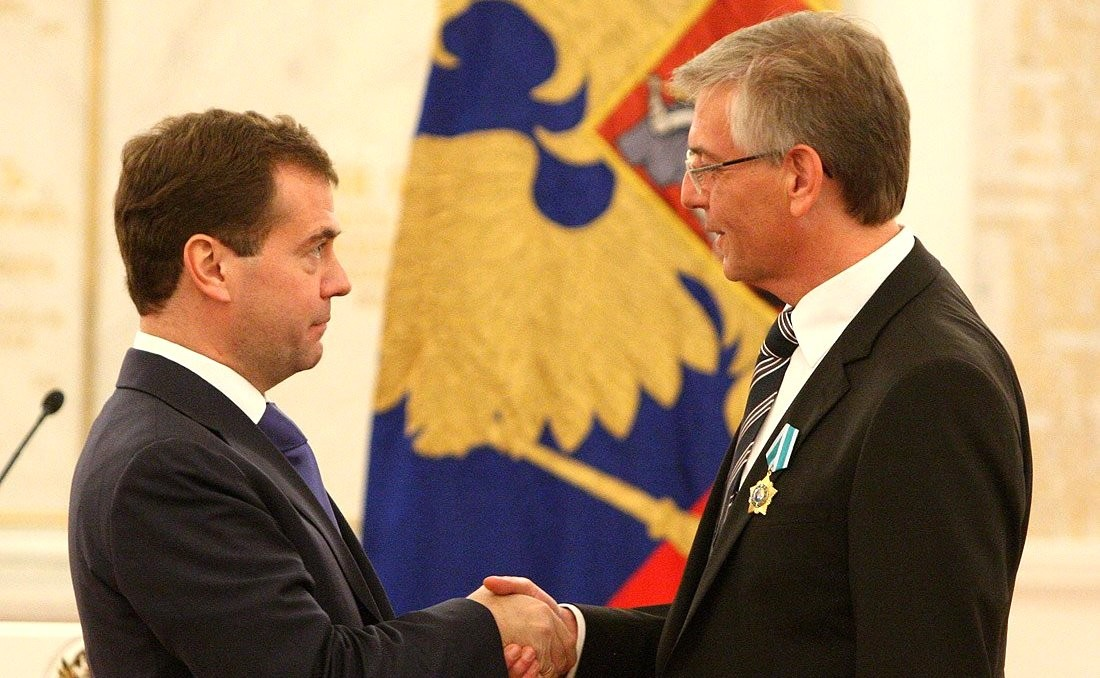
Manfred Schmidt (rechts), bei der Verleihung des Ordens der Freundschaft durch Dmitri Medwedew (2010)

Manfred Schmidt (* 1959 in Frankfurt am Main) ist ein deutscher Jurist und Verwaltungsbeamter. Er war von 2010 bis 2015 Präsident des Bundesamts für Migration und Flüchtlinge (BAMF) und von 2017 bis 2021 Vizepräsident des Bundesverwaltungsamtes.

## Leben
Schmidt studierte von 1981 bis 1986 Rechtswissenschaften an der Johann Wolfgang Goethe-Universität Frankfurt am Main. Von 1986 bis 1990 leistete er in Frankfurt seinen juristischen Vorbereitungsdienst ab und promovierte 1990 an der dortigen Universität.
Schmidt begann 1990 seine Tätigkeit im Bundesministerium des Innern (BMI) als Referent in der Abteilung Verwaltungsorganisation und wurde im Bereich des Kommunalvermögens der neuen Bundesländer eingesetzt. 1994 wechselte er als Referent in den Leitungsbereich des Ministeriums und 1995 in das Organisationsreferat, ab 1997 fungierte er als Haushaltsreferatsleiter und wurde später Beauftragter für den Haushalt. Ab 2002 war Schmidt als ständiger Vertreter des Zentralabteilungsleiters tätig, 2004 übernahm er die Leitung der Zentralabteilung. Von Dezember 2007 bis Dezember 2010 leitete er die Abteilung für Krisenmanagement und Bevölkerungsschutz im BMI, er war zuletzt Ministerialdirektor. Als Beamter des Bundesinnenministeriums war er anfangs in Bonn und seit 2000 in Berlin tätig.
Am 1. Dezember 2010 wurde Schmidt als Nachfolger von Albert Maximilian Schmid Präsident des Bundesamts für Migration und Flüchtlinge (BAMF), das als Bundesoberbehörde zum Geschäftsbereich des Bundesinnenministeriums gehört. Das BAMF hat seinen Sitz in Nürnberg und verfügt über 22 Außenstellen im Bundesgebiet (Stand: Januar 2014). Der Personalbestand stieg aufgrund der hohen Antragszahlen bei Asylanträgen von rund 2.200 Mitarbeitern im Januar 2014 auf rund 2.800 Mitarbeiter im Mai 2015. Indes geriet das BAMF im Jahr 2015 im Zusammenhang mit der Flüchtlingskrise in Europa zunehmend unter Druck. Sowohl der Rückstand an rund 250.000 unbearbeiteten Altanträgen auf Asyl als auch folgenschwere Missverständnisse über Ankündigungen zur möglichen Aussetzung des Dublin-Abkommens im Zuge der Krise trafen in Deutschland und in anderen europäischen Staaten auf Unverständnis.
Am 17. September 2015 trat Schmidt von seinem Amt als Präsident des BAMF zurück. Das Bundesinnenministerium teilte am selben Tage mit, Schmidt habe darum gebeten, ihn aus persönlichen Gründen von seinen Aufgaben zu entbinden. Bundesinnenminister Thomas de Maizière (CDU) kam dieser Bitte sofort nach. Von 2017 bis 2021 war er Vizepräsident des Bundesverwaltungsamtes.
Schmidt ist verheiratet und hat zwei erwachsene Kinder.

## Ehrungen
- 2010: Orden der Freundschaft der Russischen Föderation

## Publikationen
- Das Raumordnungsverfahren nach hessischem Landesplanungsrecht. Eine dogmatische und empirische Untersuchung des förmlichen Abstimmungsverfahrens nach § 11 HLplG (= Europäische Hochschulschriften, Reihe 2, Rechtswissenschaft, Band 1039). Lang, Frankfurt am Main u. a. 1990, ISBN 3-631-43343-3 (zugleich Dissertation, Universität Frankfurt am Main 1990).